# الدشره
الدشره (به فرانسوی: Eddachra) یک شهرک در مراکش است که در استان قلعه سراغنه واقع شده‌است. الدشره ۶٬۷۵۴ نفر جمعیت دارد.